# Liste der Biografien/Adj
Liste der Biografien |
Portal Biografien |
Personensuche
# |
A |
B |
C |
D |
E |
F |
G |
H |
I |
J |
K |
L |
M |
N |
O |
P |
Q |
R |
S |
T |
U |
V |
W |
X |
Y |
Z |
?
 
Aa |
Ab |
Ac |
Ad |
Ae |
Af |
Ag |
Ah |
Ai |
Aj |
Ak |
Al |
Am |
An |
Ao |
Ap |
Aq |
Ar |
As |
At |
Au |
Av |
Aw |
Ax |
Ay |
Az
 
Ada |
Adc |
Add |
Ade |
Adg |
Adh |
Adi |
Adj |
Adk |
Adl |
Adm |
Adn |
Ado |
Adr |
Ads |
Adt |
Adu |
Adv |
Adw |
Ady |
Adz
Die Liste der Biografien führt alle Personen auf, die in der deutschsprachigen Wikipedia einen Artikel haben. Dieses ist eine Teilliste mit 31 Einträgen von Personen, deren Namen mit den Buchstaben „Adj“ beginnt.

## Adj

### Adja
- Adjaatömör, Doldschingiin (* 1945), mongolischer Ringer
- Adjahi Gnimagnon, Christine (* 1945), beninische Autorin
- Adjamossi, Anicet (* 1984), beninischer Fußballspieler
- Adjan, Sergei Iwanowitsch (1931–2020), sowjetischer und russischer Mathematiker
- Adjani, Isabelle (* 1955), französische SchauspielerinIsabelle Adjani (* 1955)

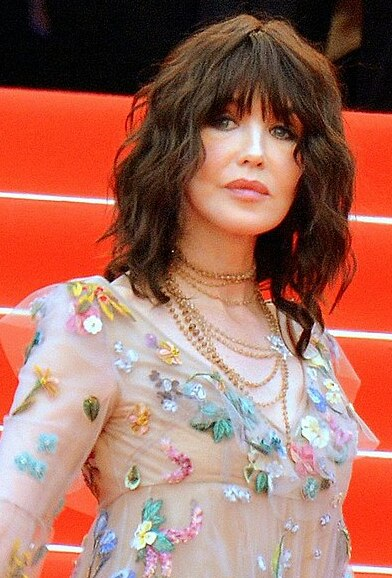
Isabelle Adjani (* 1955)

- Adjanohoun, Édouard Joshua (1928–2016), beninischer Botaniker
- Adjapong, Claud (* 1998), italienischer Fußballspieler
- Adjaye, David (* 1966), britischer Architekt

### Adje
- Adjei, Akwasi Osei (* 1949), ghanaischer Politiker, Minister für äußere Angelegenheiten, regionale Integration und NEPAD
- Adjei, Benjamin (* 1990), deutscher Politiker (Bündnis 90/Die Grünen), MdL
- Adjei, Daniel (* 1989), ghanaischer Fußballtorhüter
- Adjei, Emmanuel Sowah (* 1998), ghanaischer Fußballspieler
- Adjei, Felix (* 1990), ghanaischer Fußballspieler
- Adjei, Lawrence (* 1979), ghanaischer Fußballspieler
- Adjei, Nathaniel (* 2002), ghanaischer Fußballspieler
- Adjei, Richard (1983–2020), deutscher Bobsportler und American-Football-Spieler
- Adjei, Sammi (* 1973), ghanaischer Fußballspieler
- Adjei, Sammy (* 1980), ghanaischer Fußballspieler
- Adjei, Yosemeh, deutscher Countertenor und Trompeter
- Adjei-Barwuah, Barfour (* 1942), ghanaischer Diplomat
- Adjetey, Peter Ala (1931–2008), ghanaischer Jurist, Hochschullehrer und Politiker
- Adjetey-Nelson, Jamie (* 1984), kanadischer Zehnkämpfer

### Adji
- Adji, Boukary (1939–2018), nigrischer Politiker und Bankmanager
- Adjibadé, Tiamiou (1937–2006), beninischer Politiker und Diplomat (Republik Dahomey/Volksrepublik Benin)
- Adjidome, Florence (* 1989), deutsche Bühnen-, Film- und Fernseh-Schauspielerin

### Adjo
- Adjobi, Christine (* 1949), ivorische Politikerin und Ärztin
- Adjou Moumouni, Martin (* 1955), beninischer Geistlicher, römisch-katholischer Bischof von N’Dali
- Adjoumani, Kouadio (* 1952), ivorischer Diplomat
- Adjoumani, Yannick (* 2002), ivorischer Fußballspieler

### Adju
- Adjuah, Xian aTunde (* 1983), US-amerikanischer Jazzmusiker, Trompeter, Komponist und Bandleader
- Adjutus, Josephus (1602–1668), Minorit, dann lutherischer Konvertit und Sprachlehrer